# ألبرت ويبستر
ألبرت ويبستر هو قاضي وفلاح وسياسي أمريكي، ولد في 22 أبريل 1739 في هامبتون في الولايات المتحدة، وتوفي في 22 أبريل 1806. انتخب عضو مجلس ولاية نيوهامبشير ‏.